# CNN 인터내셔널
CNN 인터내셔널(CNN International, 약칭 CNN Int'l)은 워너 브라더스 디스커버리에서 운영하고 있는 국제 뉴스 채널이다. BBC 월드 뉴스가 주요 경쟁사다. 전 세계 200여 개국 20억 세대, 호텔 등에서 시청할 수 있다. CNN 인터내셔널은 1985년 9월 1일 첫 개국했다.

## 본부

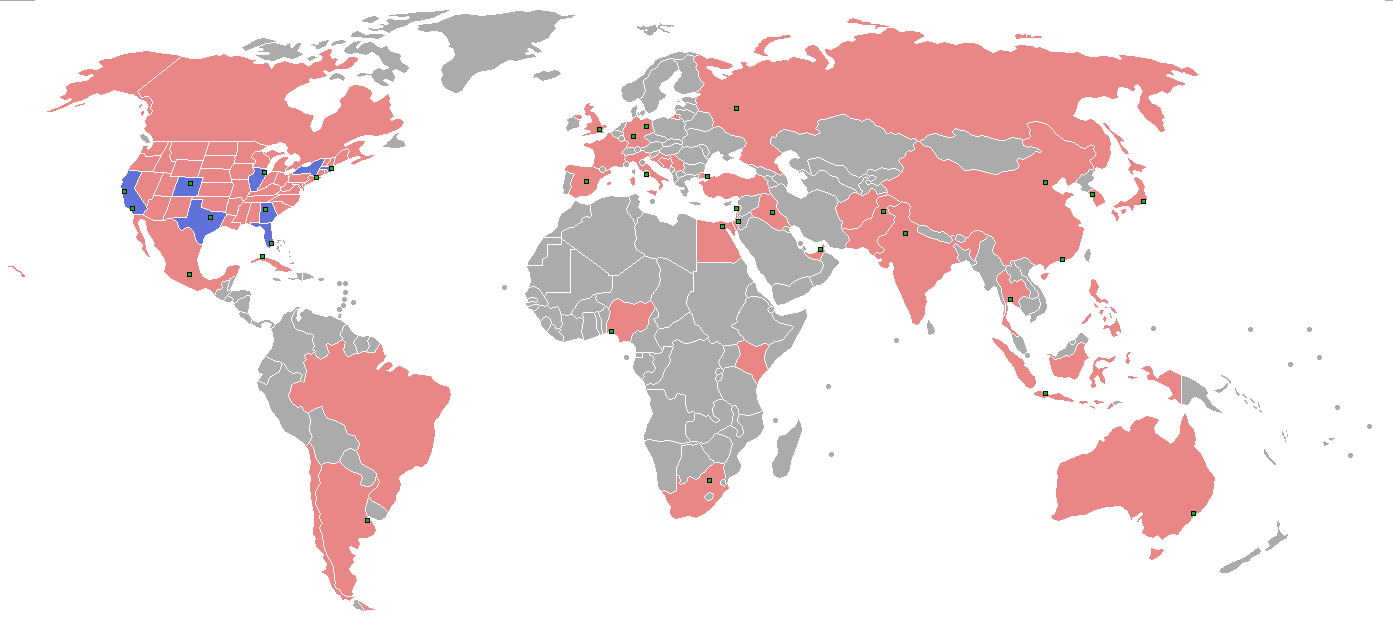
CNN 인터내셔널 본부

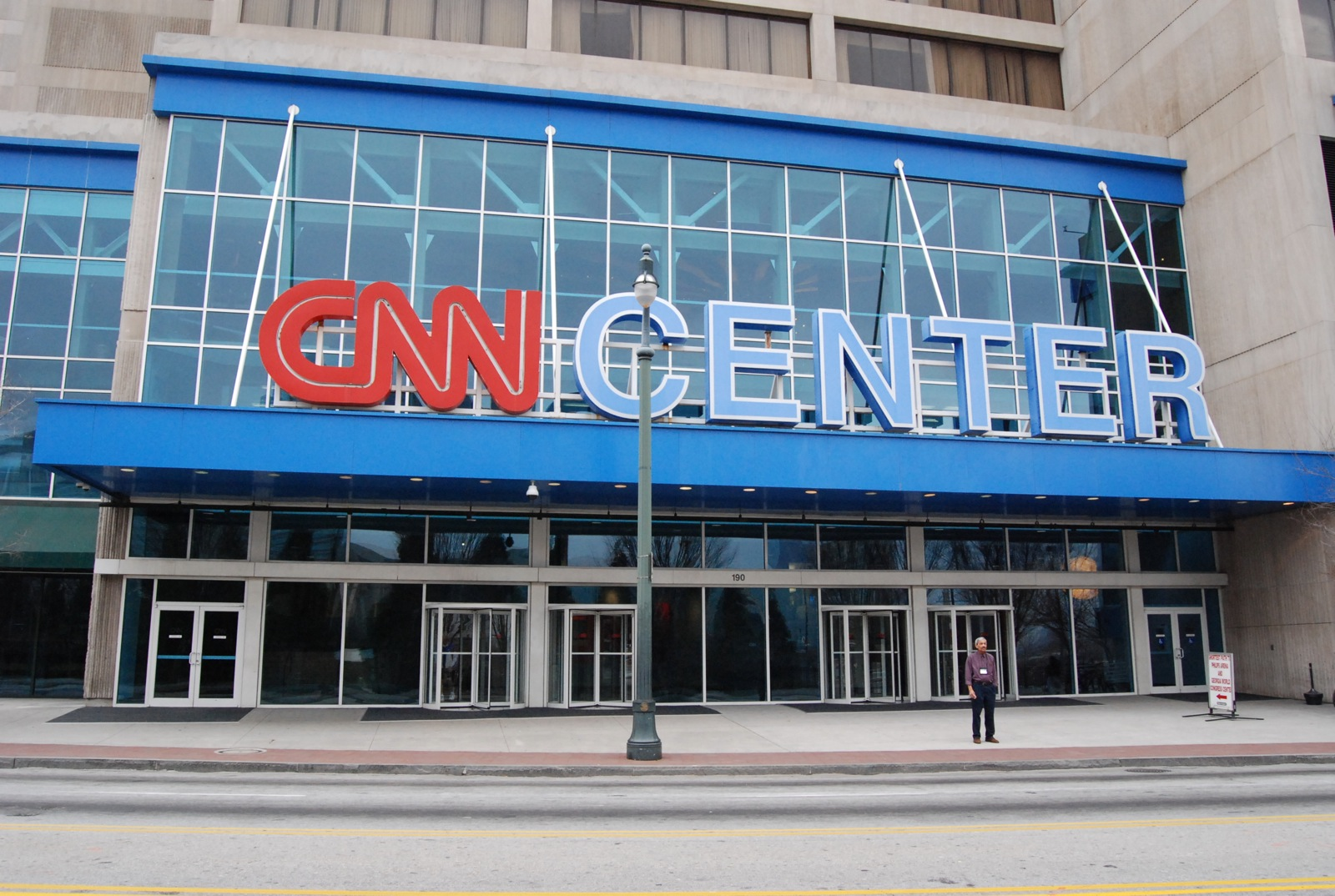
애틀랜타의 CNN 센터

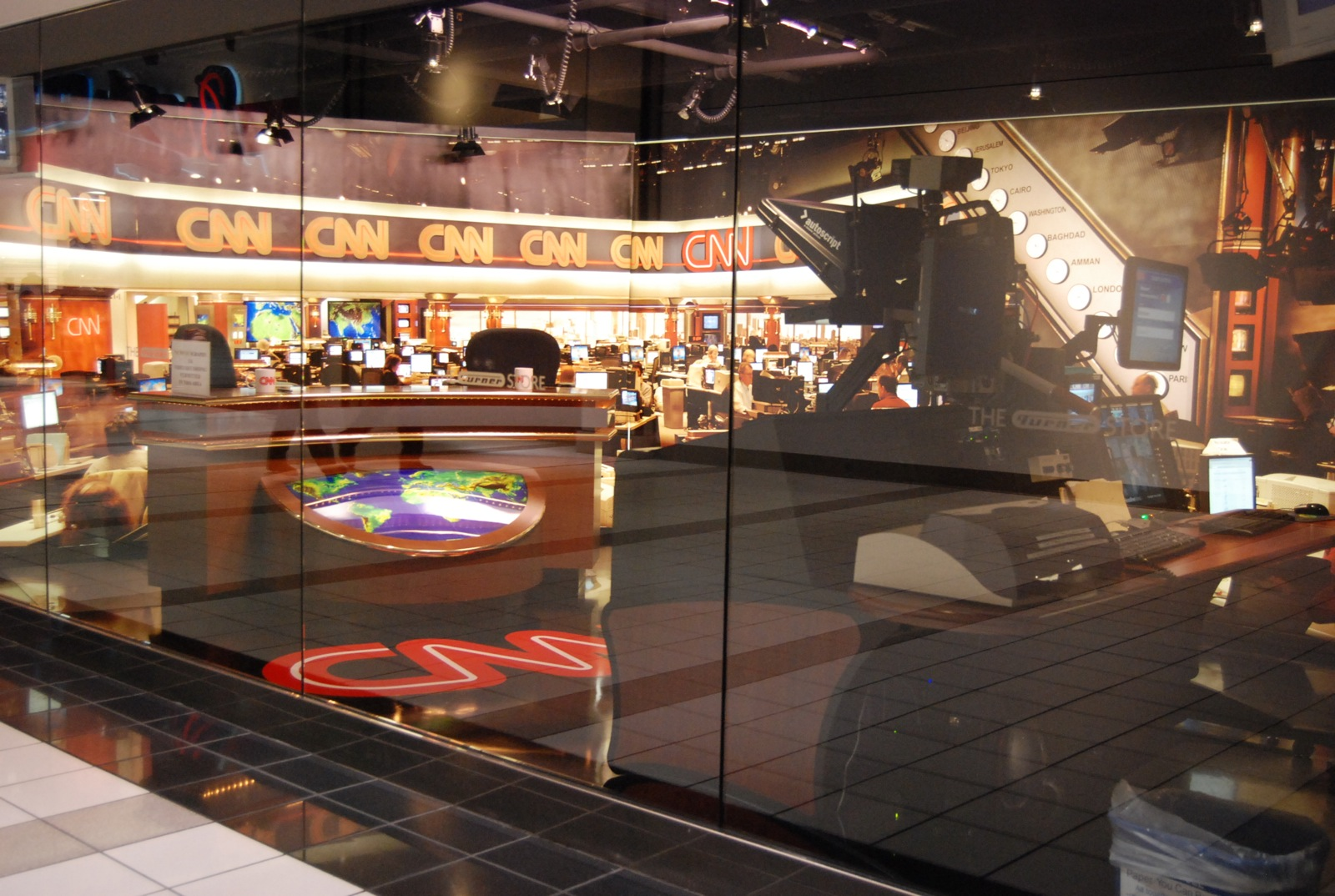
CNN 스튜디오

다음은 전 세계에 있는 CNN 인터내셔널 본부다.

#### 아시아
- 홍콩 (아시아취재본부)
- 대한민국 서울
- 태국 방콕
- 인도 뉴델리
- 인도네시아 자카르타
- 중화인민공화국 베이징
- 일본 도쿄
- 파키스탄 이슬라마바드
- 중화민국 타이베이

#### 중동
- 아랍에미리트 아부다비 (중동취재본부), 두바이
- 튀르키예 이스탄불
- 레바논 베이루트
- 이라크 바그다드
- 이스라엘 예루살렘

#### 아프리카
- 이집트 카이로
- 남아프리카 공화국 요하네스버그
- 나이지리아 라고스
- 케냐 나이로비

#### 유럽
- 영국 런던 (유럽취재본부)
- 독일 베를린
- 스페인 마드리드
- 러시아 모스크바
- 프랑스 파리

#### 아메리카
- 미국 애틀란타 (아메리카취재본부), 보스턴, 시카고, 댈러스, 로스앤젤레스, 마이애미, 뉴올리언스, 뉴욕, 샌프란시스코, 워싱턴 DC, 콜럼버스, 덴버, 휴스턴, 미니애폴리스, 올랜도, 필라델피아, 피닉스, 시애틀
- 쿠바 아바나
- 콜롬비아 보고타
- 멕시코 멕시코시티
- 브라질 리우데자네이루, 상파울루
- 캐나다 오타와

#### 오세아니아
- 오스트레일리아 시드니

## 프로그램

### 방영 프로그램
- CNN Newsroom (Weekday 00:00 ~ 04:00, Weekend 00:00 ~ 06:00) (한국 시간 평일 오후 1시 ~ 오후 5시, 주말 오후 1시 ~ 오후 7시)
- Early Start (Weekday 05:00 ~ 06:00) (한국 시간 평일 오후 6시 ~ 오후 7시)
- Connect the World (Weekday 09:00 ~ 11:00) (한국 시간 평일 오후 10시 ~ 오전 12시)
- One World (Weekday 11:00 ~ 13:00) (한국 시간 화요일 ~ 토요일 오전 12시 ~ 오전 2시)
- Amanpour (Weekday 13:00 ~ 14:00) (한국 시간 화요일 ~ 토요일 오전 2시 ~ 오전 3시)
- Isa Soares Tonight (Weekday 14:00 ~ 15:00) (한국 시간 화요일 ~ 토요일 오전 3시 ~ 오전 4시)
- What we Know (Weekday 15:00 ~ 16:00) (한국 시간 화요일 ~ 토요일 오전 4시 ~ 오전 5시)
- Quest Means Business (Weekday 16:00 ~ 17:00) (한국 시간 화요일 ~ 토요일 오전 5시 ~ 오전 6시)
- The Brief (Weekday 18:00 ~ 19:00) (한국 시간 화요일 ~ 토요일 오전 7시 ~ 오전 8시)
- The Amanpour Hour (Saturday 11:00 ~ 12:00) (한국 시간 일요일 오전 12시 ~ 오전 1시)
- World Sport
- Inside Africa
- Connecting Africa
- African Voices Changemakers
- Marketplace Asia
- Marketplace Middle East
- Marketplace Africa
- Marketplace Europe
- Quest's World of Wonder

### 종영 프로그램
- First Move

## 경쟁 채널
- BBC 월드 뉴스

## 같이 보기
- CNN